# Carabus scabrosus
Carabus scabrosus es una especie de insecto adéfago del género Carabus, familia Carabidae. Fue descrita científicamente por G. A. Olivier en 1790.
Habita en Armenia, Azerbaiyán, Bulgaria, Georgia, Grecia, Irán, Rusia, Turquía y Ucrania. Carabus scabrosus puede alcanzar unos 50 milímetros (2,0 pulgadas) de largo y unos 30 milímetros (1,2 pulgadas) de ancho en la parte más ancha de los élitros. Este es uno de los escarabajos Carabus más grandes conocidos. El color básico varía de negro azulado a violeta o marrón rojizo oscuro. El tórax es ancho, truncado por delante y por detrás, muy ligeramente convexo. Los élitros son ovalados, convexos y cubiertos por pequeños tubérculos. También el pronoto tiene una superficie rugosa y granular.